# Gouvernement Modibo Keïta (1)
République du Mali
M. Sidibé ag Hamani
Le gouvernement Modibo Keïta I est le gouvernement de la république du Mali en fonction du 19 mars au 9 juin 2002.

## Composition du gouvernement du19 mars 2002
Le 19 mars 2002, le Président de la République Alpha Oumar Konaré, sur proposition du Premier ministre Modibo Keïta nommé la veille, a nommé les membres du gouvernement : 
- Premier Ministre et Ministre de l'Intégration africaine : Modibo Keïta
- Ministre du Développement Rural  : Ahmed El Madani Diallo
- Ministre des Affaires Etrangères et des Maliens de l'Extérieur : Modibo Sidibé
- Ministre des Forces Armées et des Anciens Combattants  : Soumeylou Boubèye Maïga
- Ministre du Développement Social, de la Solidarité et des Personnes Agées : Diakité Fatoumata N'Diaye
- Ministre de l'Éducation  : Moustapha Dicko
- Ministre de la Sécurité et de la Protection civile  : Général Tiécoura Doumbia
- Ministre de l'Industrie, du Commerce et des Transports  : Diarra Afoussatou Thiero
- Ministre de l'Administration Territoriale et des Collectivités Locales  : Ousmane Sy
- Ministre de la Justice, Garde des Sceaux  : Abdoulaye Ogotembely Poudiougou
- Ministre de la Santé : Fatoumata Nafo-Traoré
- Ministre de l'Économie et des Finances : Bacari Koné
- Ministre de l'Artisanat et du Tourisme : Zakiyatou Oualett Halatine
- Ministre des Domaines de l'État, des Affaires Foncières, de la Communication : Bouaré Fily Sissoko
- Ministre des Mines, de l'Énergie et de l'Eau : Aboubacary Coulibaly
- Ministre de l'Emploi et de la Formation Professionnelle : Makan Moussa Sissoko
- Ministre de la Culture : Pascal Baba Coulibaly
- Ministre de la Jeunesse et des Sports : Ousmane Issoufi Maïga
- Ministre de l'Equipement, de l'Aménagement du Territoire, de l'Environnement et de l'Urbanisme : Alhassane Ag Hamed Moussa

## Remplacements
- Le 30 mars 2002, Cissé Mariam Kaïdama Sidibé remplace Ahmed El Madani Diallo au poste de Ministre du Développement Rural[2]
- Le 25 avril 2002, Fatoumata Nafo-Traoré remplace Diakité Fatoumata N'Diaye au poste de Ministre du Développement Social, de la Solidarité et des Personnes Agées[3]